# Televize FILMpro
Televize FILMpro je česká regionální televize z Plzeňského kraje. Jejím zakladatelem a majitelem je Pavel Kalista. Vysílat začala 1. března 2003 a je zaměřena na zpravodajství, kulturu a sport z regionu Plzeň-jih, Klatovsko, Domažlicko a Šumava. Je držitelem licencí pro vysílání prostřednictvím kabelových televizí, IPTV a internetu.

## Historie
7. 1. 1998 vznikla soukromá firma „FILMpro Pavel Kalista“. Ta natáčela maturitní plesy, svatby a koncerty kapel.
1. března 2003 v 19:00 hodin bylo spuštěno vysílání Informačního kanálu na kabelové televizi ve Vrhavči.
Od roku 2005 disponuje televize vlastním přenosovým vozem.

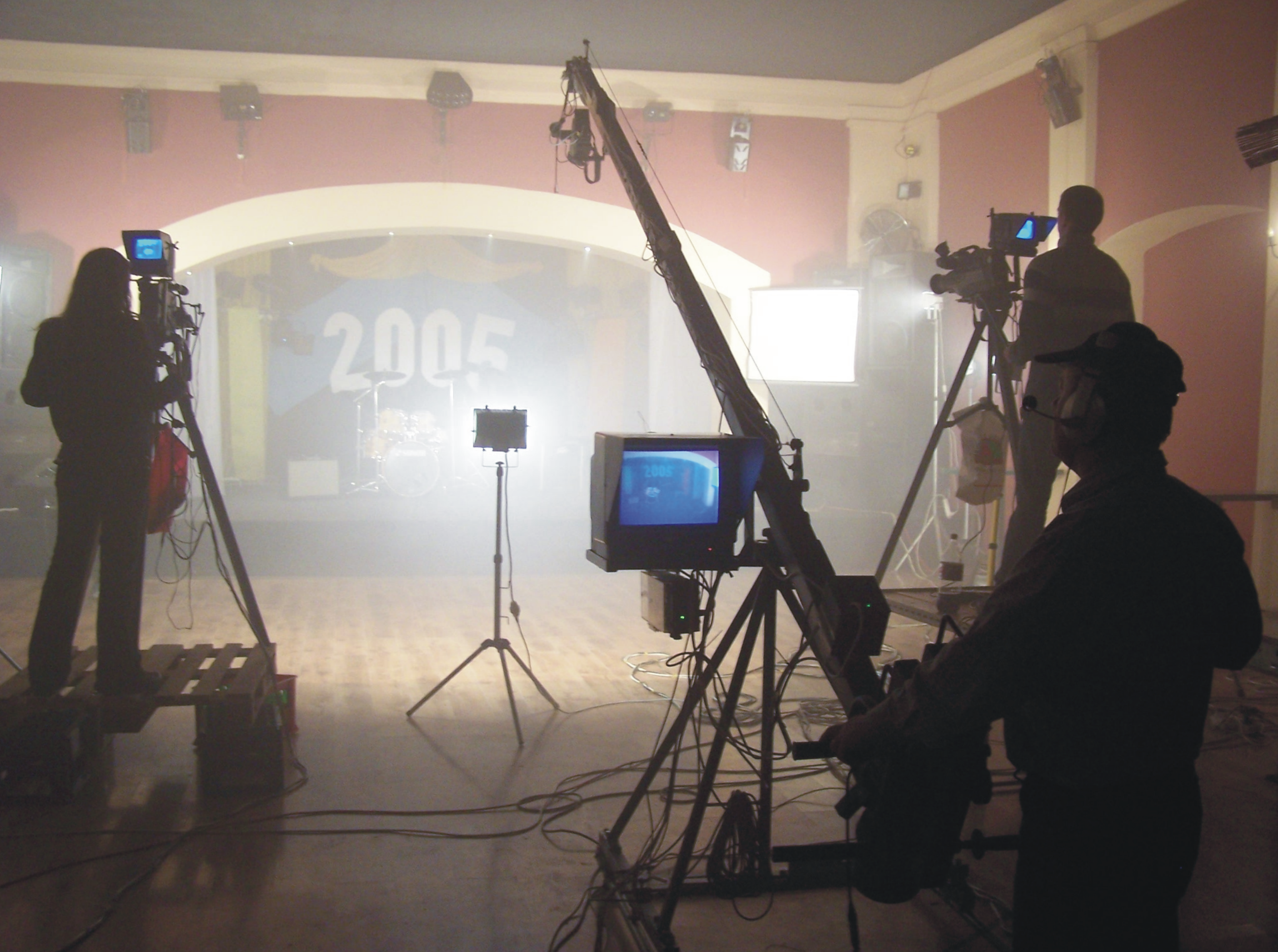
FILMpro při natáčení televizního pořadu.

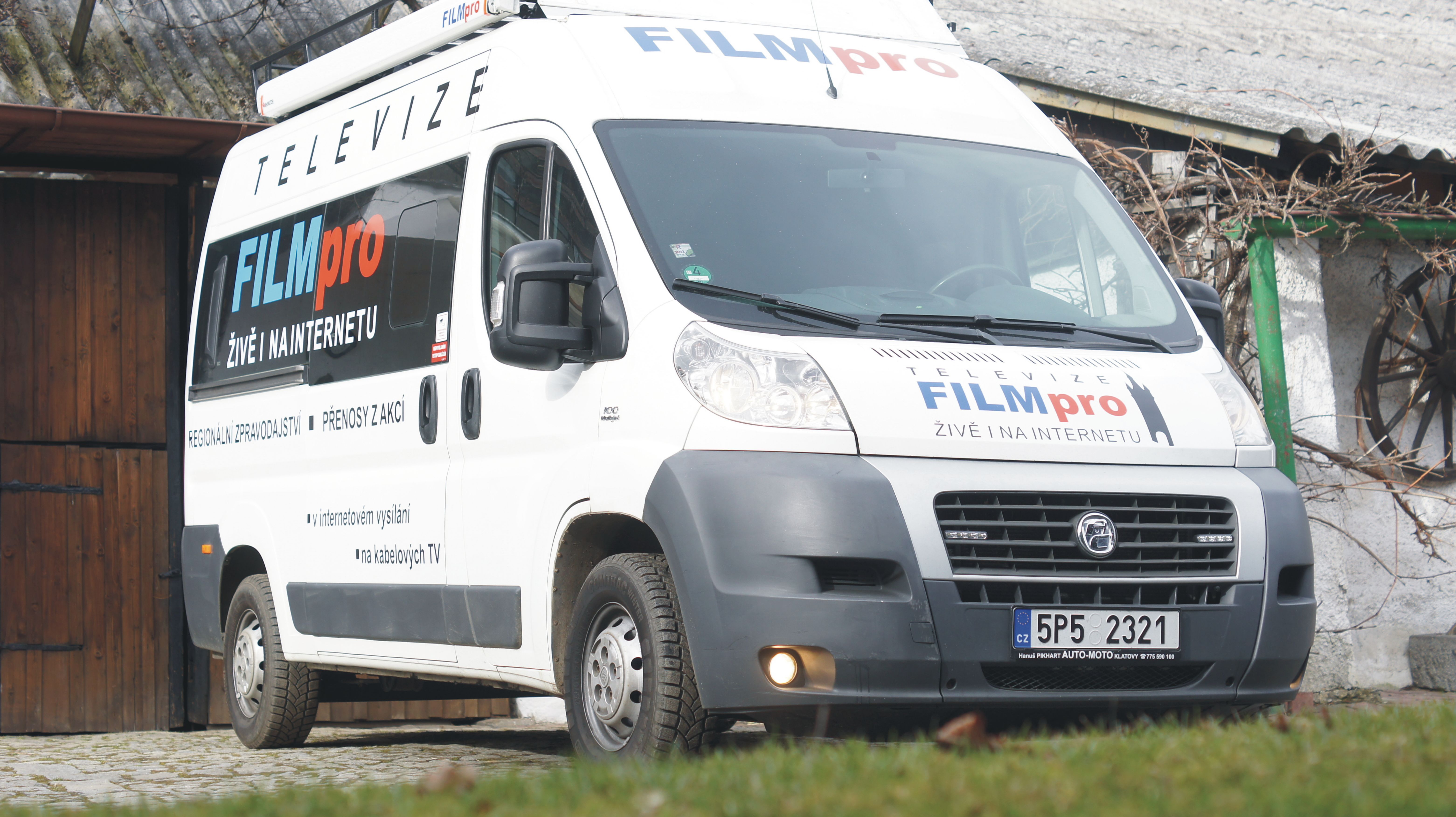
Přenosový vůz televize FILMpro.

2. dubna roku 2012 bylo zahájeno vysílání z nového serveru v Klatovech, které je distribuováno do kabelových televizí a internetu.
Od roku 2016 vysílá živě na YouTube.
V roce 2017 bylo přepnuto vysílání z formátu SD na FullHD.

## Spolupráce
Od roku 2007 spolupracuje s TV Nova. Zajišťuje zpravodajství pro oblast Šumavy.
Od roku 2009 spolupracuje s Českou televizí. Vyrábí pořad Toulavá kamera a dodává pořady pro sportovní kanál ČT sport.
Od roku 2012 spolupracuje s Českým rozhlasem Plzeň.

## Vysílané pořady
| Název                   | Popis                                                                                               |
| ----------------------- | --------------------------------------------------------------------------------------------------- |
| Zprávy z regionu        | Blok zpravodajských reportáží, který se opakuje vždy celý týden mezi 5:00 - 24:00.                  |
| Film týdne              | Dokumentární film nebo záznam akce vysílaný od úterý do neděle v časech 9:00, 13:00, 18:30 a 21:30. |
| Magazín                 | Pořad vysílaný od středy do neděle vždy po skončení Zpráv z regionu.                                |
| Film z archivu          | Dokumentární film vysílaný od čtvrtka do neděle.                                                    |
| Limuzína s Mírou Hejdou | Každý týden přijme pozvání jedna z předních českých nebo slovenských celebrit.                      |
| Toulky po Šumavě        | Pásmo krátkých filmů ze Šumavy. Vysílá se vždy v pondělí před nasazením nových Zpráv z regionu.     |